# Reprezentacja Mongolii w hokeju na lodzie mężczyzn
Reprezentacja Mongolii w hokeju na lodzie mężczyzn – jedna z najmłodszych reprezentacji narodowych należących do IIHF. W 2007 roku po raz pierwszy na lodowisku w irlandzkim Dundalk wystąpiła na Dywizji III. Dotychczas największymi sukcesami jest 5. i 6. miejsce na Zimowych Igrzyskach Azjatyckich (odpowiednio w 1999 i 2003 roku).

## Wyniki na Mistrzostwach Świata
- 2007: 45. miejsce (5. w III dywizji)
- 2008: 46. miejsce (6. w III dywizji)
- 2009: 46. miejsce (6. w III dywizji, nie startowali)
- 2010: 47. miejsce (7. w III dywizji)
- 2011: 46. miejsce (6. w III dywizji, nie startowali)
- 2012: 46. miejsce (6. w III dywizji)
- 2013: 48. miejsce (3. w kwalifikacjach III dywizji)